# (59001) Senftenberg
(59001) Senftenberg est un astéroïde de la ceinture principale.

## Description
(59001) Senftenberg est un astéroïde de la ceinture principale. Il fut découvert le 26 septembre 1998 à l'Observatoire Kleť par Jana Tichá et Miloš Tichý. Il présente une orbite caractérisée par un demi-grand axe de 2,58 UA, une excentricité de 0,22 et une inclinaison de 8,6° par rapport à l'écliptique.

## Compléments